# Eugène Tisserant
Eugène Tisserant (Nancy, 24. ožujka 1884. – Albano Laziale, 21. veljače 1972.), bio je francuski kardinal.
Dana 15. lipnja 1936. imenovan je kardinalom. Sudjelovao je na Drugom vatikanskom saboru.